# اشرف بیت تیسیر
اشرف بیت تیسیر (عربی: اشرف عيد تيسير بيت تيسير؛ زادهٔ ۲۹ سپتامبر ۱۹۸۲) بازیکن فوتبال اهل عمان بود.
از باشگاه‌هایی که در آن بازی کرده‌است می‌توان به باشگاه ورزشی الخریطیات، باشگاه فوتبال ظفار، و باشگاه ورزشی النصر اشاره کرد.
وی همچنین در تیم ملی فوتبال عمان بازی کرده‌است.